# Tổng lãnh thiên thần Micae
Micae (tiếng Do Thái: מִיכָאֵל, Micha'el hoặc Mîkhā'ēl; tiếng Hy Lạp: Μιχαήλ, Mikhaḗl; tiếng Latin: Michael hoặc Míchaël; tiếng Ả Rập: ميخائيل, Mīkhā'īl) là một tổng lãnh thiên thần trong niềm tin của Do Thái giáo, các giáo hội Kitô giáo và Hồi giáo. Trong Giáo hội Công giáo Rôma, Chính Thống giáo Đông phương, Anh giáo và Lutheran, ông còn được xưng tụng là "Thánh Tổng lãnh thiên thần Micae" hoặc "Thánh Micae".
Trong tiếng Do Thái, Micae có nghĩa là "Ai bằng Thiên Chúa?". Micae được nhắc đến ba lần trong Sách tiên tri Daniel của Tanakh (Cựu Ước). Mặc dù Do Thái giáo tin Micae là một người che chở cho dân tộc họ nên ông chiếm một vị trí nhất định trong việc thờ phượng, nhưng họ không cho rằng ông là đấng trung gian giữa Thiên Chúa và loài người.
Trong Sách Khải Huyền của Tân Ước, Micae được mô tả là người lãnh đạo các thiên thần trung thành với Thiên Chúa chống lại Lucifer và các thiên thần nổi loạn trong cuộc Chiến tranh trên Thiên đàng, phe ông đã chiến thắng và Lucifer bị trục xuất khỏi thiên đàng. Việc tôn kính Tổng lãnh thiên thần Micae đã phổ biến rộng rãi trong các Giáo hội Kitô giáo Đông phương lẫn Tây phương nhưng theo thời gian, quan điểm giáo lý về Micae đã bắt đầu có sự khác biệt giữa họ. Nhìn chung, Micae được biết đến nhiều hơn trong số các thiên thần có tên gọi.